# Большие Челбасы
Большие Челбасы — хутор в Каневском районе Краснодарского края.
Входит в состав Стародеревянковского сельского поселения.

## География

### Улицы
- ул. Набережная,
- ул. Озёрная,
- ул. Полтавская,
- ул. Уманская,
- ул. Южная.

## Население
| 2002 | 2010 |
| ---- | ---- |
| 409  | ↗427 |